# 존 키프마이어
존 키프마이어(John Kiffmeyer, 1969년 7월 11일 ~ )는 미국의 음악 프로듀서로, 그린 데이의 원년 멤버로 활동하기도 했다.